# Olarenwaju Kayode
Olarenwaju Ayobami Kayode (Ibadán, 8 de mayo de 1993) es un futbolista nigeriano. Juega como delantero y su equipo es el Esenler Erokspor de la TFF Primera División.

## Trayectoria
El 11 de agosto de 2017 fue fichado por 5 años por el Manchester City F. C. y cedido al Girona F. C. por un año.

### Selección nacional
Después de jugar en las categorías inferiores de su selección, llegó a debutar con la absoluta el 23 de marzo de 2017, contra Senegal en un amistoso en París acabando 1-1.
| Mundial                     | Sede     | Resultado        | Partidos | Goles |
| --------------------------- | -------- | ---------------- | -------- | ----- |
| Copa Mundial Sub-17 de 2009 | Nigeria  | Subcampeón       | 6        | 0     |
| Copa Mundial Sub-20 de 2011 | Colombia | Cuartos de final | 5        | 3     |

## Estadísticas
Actualizado al último partido jugado en la temporada 2024-25.
| Club                              | Div.          | Temporada     | Liga  | Liga  | Copas nacionales(1) | Copas nacionales(1) | Copas internacionales(2) | Copas internacionales(2) | Total | Total | Media goleadora(3) |
| Club                              | Div.          | Temporada     | Part. | Goles | Part.               | Goles               | Part.                    | Goles                    | Part. | Goles | Media goleadora(3) |
| --------------------------------- | ------------- | ------------- | ----- | ----- | ------------------- | ------------------- | ------------------------ | ------------------------ | ----- | ----- | ------------------ |
| F. C. Lucerna · Suiza             | 1.ª           | 2011-12       | 1     | 0     | 0                   | 0                   | ―                        | ―                        | 1     | 0     | 0                  |
| F. C. Lucerna · Suiza             | Total club    | Total club    | 1     | 0     | 0                   | 0                   | 0                        | 0                        | 1     | 0     | 0                  |
| Maccabi Netanya Israel            | 2.ª           | 2013-14       | 25    | 10    | 4                   | 1                   | ―                        | ―                        | 29    | 11    | 0.38               |
| Maccabi Netanya Israel            | 1.ª           | 2014-15       | 31    | 13    | 3                   | 0                   | ―                        | ―                        | 34    | 13    | 0.38               |
| Maccabi Netanya Israel            | Total club    | Total club    | 56    | 23    | 7                   | 1                   | 0                        | 0                        | 63    | 24    | 0.38               |
| F. K. Austria Viena · Austria     | 1.ª           | 2015-16       | 34    | 13    | 3                   | 0                   | 0                        | 0                        | 37    | 13    | 0.35               |
| F. K. Austria Viena · Austria     | 1.ª           | 2016-17       | 33    | 17    | 3                   | 2                   | 12                       | 5                        | 48    | 24    | 0.5                |
| F. K. Austria Viena · Austria     | Total club    | Total club    | 67    | 30    | 6                   | 2                   | 12                       | 5                        | 85    | 37    | 0.44               |
| Girona F. C. · España             | 1.ª           | 2017-18       | 12    | 0     | 1                   | 0                   | ―                        | ―                        | 13    | 0     | 0                  |
| Girona F. C. · España             | Total club    | Total club    | 12    | 0     | 1                   | 0                   | 0                        | 0                        | 13    | 0     | 0                  |
| F. K. Shajtar Donetsk · Ucrania   | 1.ª           | 2017-18       | 6     | 2     | 2                   | 1                   | 0                        | 0                        | 8     | 3     | 0.38               |
| F. K. Shajtar Donetsk · Ucrania   | 1.ª           | 2018-19       | 10    | 1     | 2                   | 0                   | 4                        | 0                        | 16    | 1     | 0.06               |
| F. K. Shajtar Donetsk · Ucrania   | Total club    | Total club    | 16    | 3     | 4                   | 1                   | 4                        | 0                        | 24    | 4     | 0.17               |
| Gazişehir Gaziantep F. K. Turquía | 1.ª           | 2019-20       | 27    | 10    | 2                   | 0                   | ―                        | ―                        | 29    | 10    | 0.34               |
| Gazişehir Gaziantep F. K. Turquía | Total club    | Total club    | 27    | 10    | 2                   | 0                   | 0                        | 0                        | 29    | 10    | 0.34               |
| Sivasspor Turquía                 | 1.ª           | 2020-21       | 33    | 6     | 2                   | 1                   | 5                        | 4                        | 40    | 11    | 0.28               |
| Sivasspor Turquía                 | 1.ª           | 2021-22       | 33    | 6     | 5                   | 0                   | 6                        | 2                        | 44    | 8     | 0.18               |
| Sivasspor Turquía                 | Total club    | Total club    | 66    | 12    | 7                   | 1                   | 11                       | 6                        | 84    | 19    | 0.23               |
| Ümraniyespor Turquía              | 1.ª           | 2022-23       | 11    | 3     | ―                   | ―                   | ―                        | ―                        | 11    | 3     | 0.27               |
| Ümraniyespor Turquía              | Total club    | Total club    | 11    | 3     | 0                   | 0                   | 0                        | 0                        | 11    | 3     | 0.27               |
| Gençlerbirliği S. K. Turquía      | 2.ª           | 2023-24       | 19    | 4     | 1                   | 0                   | ―                        | ―                        | 20    | 4     | 0.2                |
| Gençlerbirliği S. K. Turquía      | Total club    | Total club    | 19    | 4     | 1                   | 0                   | 0                        | 0                        | 20    | 4     | 0.2                |
| Şanlıurfaspor Turquía             | 2.ª           | 2024-25       | 16    | 7     | 0                   | 0                   | ―                        | ―                        | 16    | 7     | 0.44               |
| Şanlıurfaspor Turquía             | Total club    | Total club    | 16    | 7     | 0                   | 0                   | 0                        | 0                        | 16    | 7     | 0.44               |
| Esenler Erokspor Turquía          | 2.ª           | 2024-25       | 19    | 7     | ―                   | ―                   | ―                        | ―                        | 19    | 7     | 0.37               |
| Esenler Erokspor Turquía          | Total club    | Total club    | 19    | 7     | 0                   | 0                   | 0                        | 0                        | 19    | 7     | 0.37               |
| Total carrera                     | Total carrera | Total carrera | 310   | 99    | 28                  | 5                   | 27                       | 11                       | 365   | 115   | 0.32               |

1. ↑  No se disponen de datos de sus inicios en el fútbol africano.

## Palmarés

### Títulos nacionales
| Título                  | Club                   | País    | Año  |
| ----------------------- | ---------------------- | ------- | ---- |
| Copa de Ucrania         | F. K. Shakhtar Donetsk | Ucrania | 2018 |
| Liga Premier de Ucrania | F. K. Shakhtar Donetsk | Ucrania | 2018 |
| Copa de Ucrania         | F. K. Shakhtar Donetsk | Ucrania | 2019 |
| Liga Premier de Ucrania | F. K. Shakhtar Donetsk | Ucrania | 2019 |
| Copa de Turquía         | Sivasspor              | Turquía | 2022 |